# Liścień afrykański
Liścień afrykański, obrębka, odrąbka (Polycentropsis abbreviata) – gatunek słodkowodnej ryby okoniokształtnej z rodziny Polycentridae, jedyny przedstawiciel rodzaju Polycentropsis. Bywa hodowany w akwariach.

## Występowanie
Występuje na obszarach lasów deszczowych w Afryce zasiedlając tropikalne wody dorzecza rzek Ogun w Nigerii, Ouémé w Beninie i Sanaga w Kamerunie.

## Taksonomia
Gatunek ten był wcześniej klasyfikowany w rodzinie wielocierniowatych (Nandidae).

## Charakterystyka
Ryba drapieżna, może przebywać w wodach o niskiej zawartości tlenu. Dorasta do 8 cm długości.

## Warunki w akwarium
| Zalecane warunki w akwarium | Zalecane warunki w akwarium |
| --------------------------- | --------------------------- |
| Zbiornik                    | średni do dużego            |
| Temperatura wody            | 26–30°C                     |
| Twardość wody               |                             |
| Skala pH                    | 6,5–7,5                     |
| pokarm                      |                             |
| Uwagi                       |                             |

## Rozród
Para tarlaków przystępuje do tarła w wodzie o temperaturze ok. 27 °C. Samiec buduje gniazdo z dużych pęcherzy powietrza. Samica przymocowuje pod liściem do 100 ziaren ikry o średnicy około 1,5 mm. Opiekę nad złożoną ikrą przejmuje samiec. Po upływie 48–72 godzin (w zależności od temperatury) wykluwają się larwy. Zwykle w piątym dniu po wylęgu młode zaczynają samodzielnie szukać pożywienia.

## Zagrożenia
Postępujący rozwój przemysłu poszukiwawczego i wydobywczego ropy naftowej oraz degradacja środowiska poprzez wycinkę lasów, może doprowadzić do zmiany zagrożenia statusu dla gatunku. Prowadzone są badania w zakresie populacji gatunku, biologii i ekologii.